# Cape Carteret
Pour les articles homonymes, voir Carteret.
Ne doit pas être confondu avec Cap de Carteret.
Cape Carteret est une ville américaine située dans le comté de Carteret dans l'État de Caroline du Nord. En 2010, sa population était de 1 917 habitants.

## Démographie
| 1960 | 1970 | 1980 | 1990  | 2000  | 2010  |
| ---- | ---- | ---- | ----- | ----- | ----- |
| 52   | 616  | 944  | 1 008 | 1 214 | 1 917 |

## Source de la traduction
- (en) Cet article est partiellement ou en totalité issu de l’article de Wikipédia en anglais intitulé « Cape Carteret, North Carolina » (voir la liste des auteurs).